# 威尼斯滑板公園
威尼斯海滩滑板公园（Venice Beach Skate Park）是位于美國加利福尼亞州洛杉矶威尼斯的一個公共滑板公园，于2000年代左右建設，2009年底开放。   

## 照片

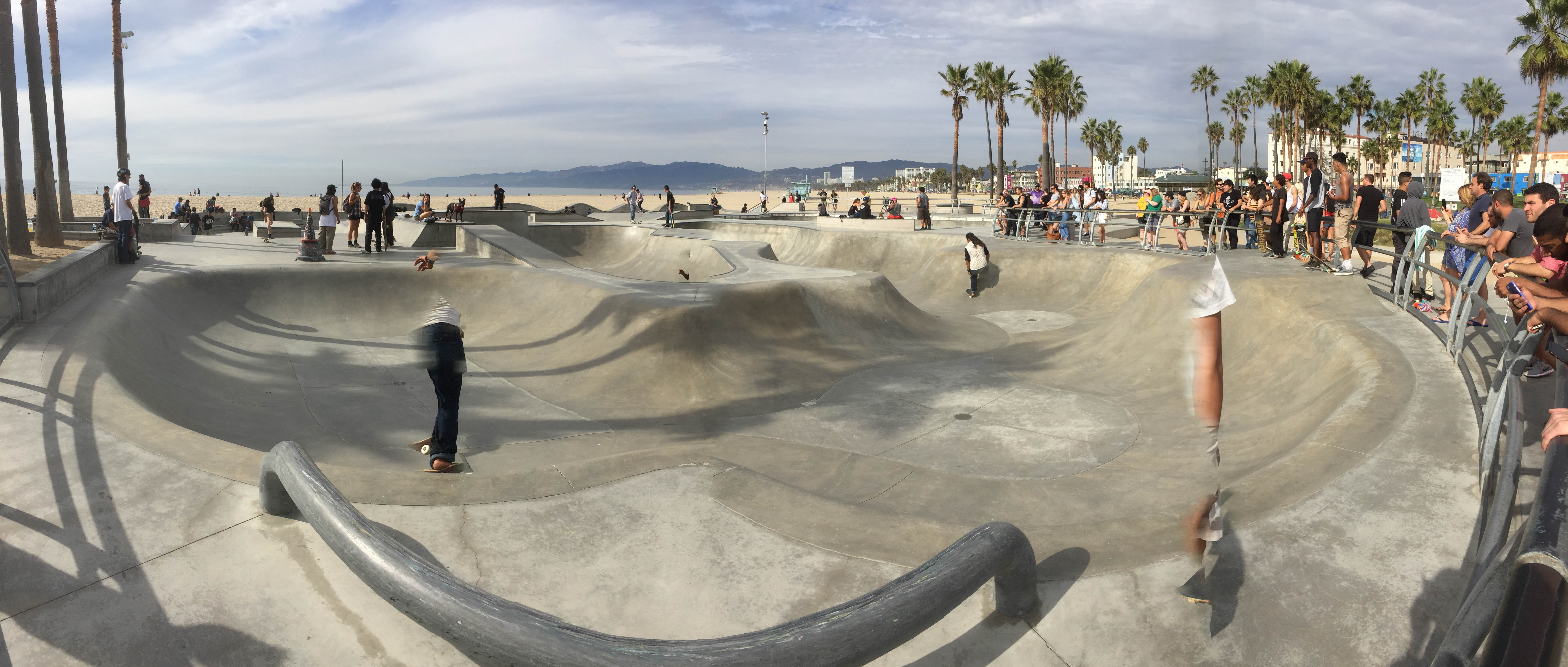
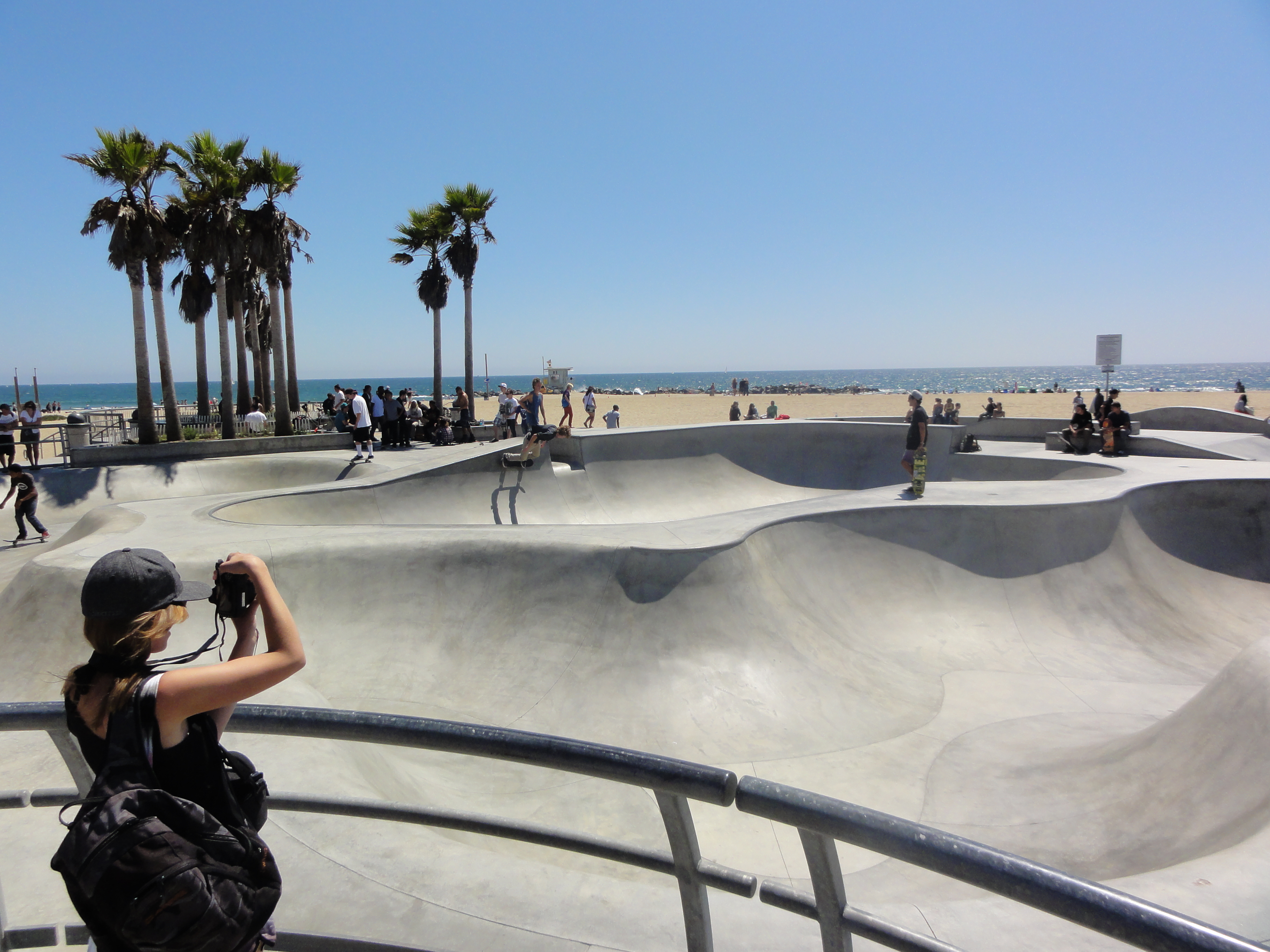
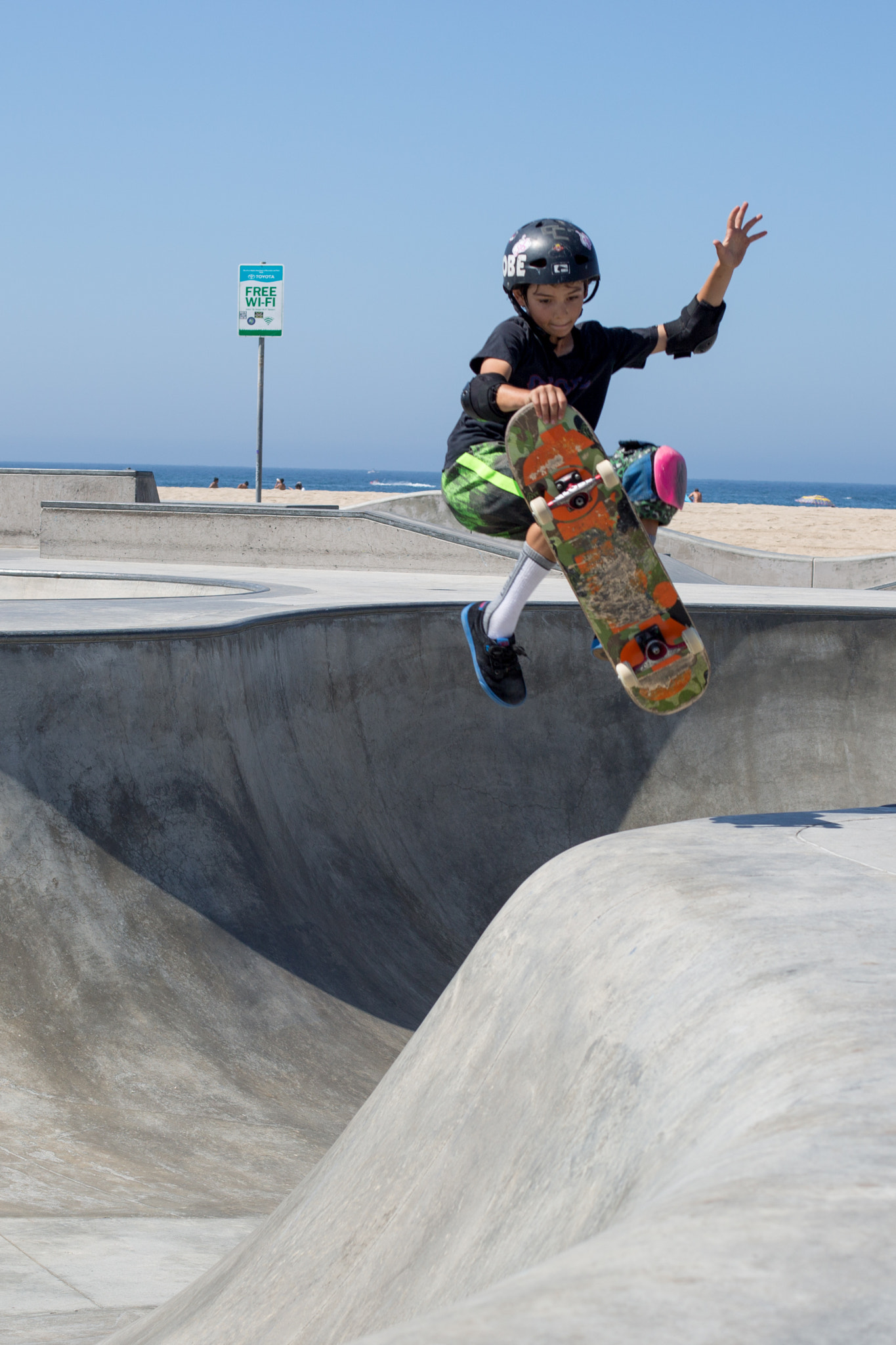
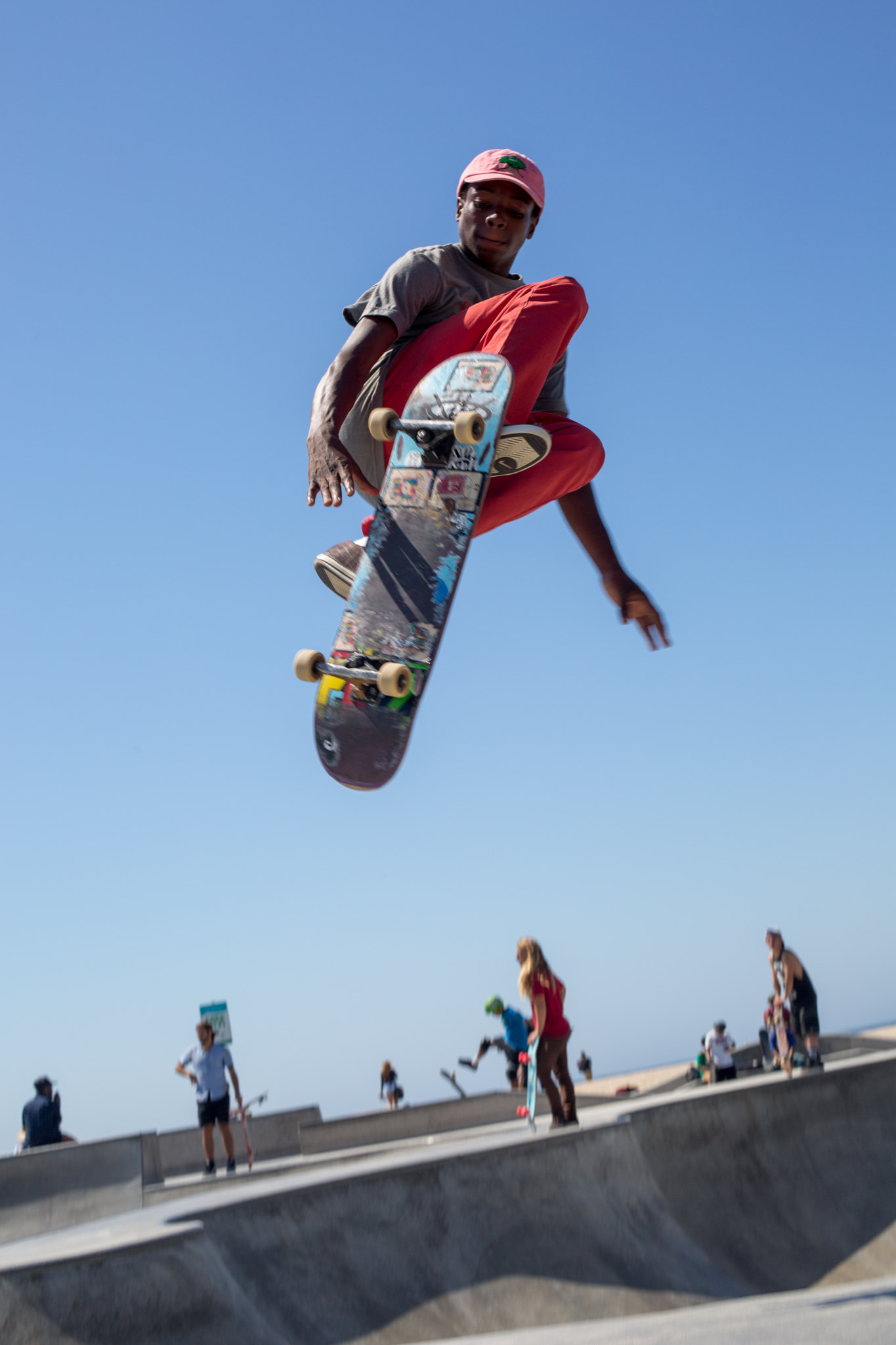
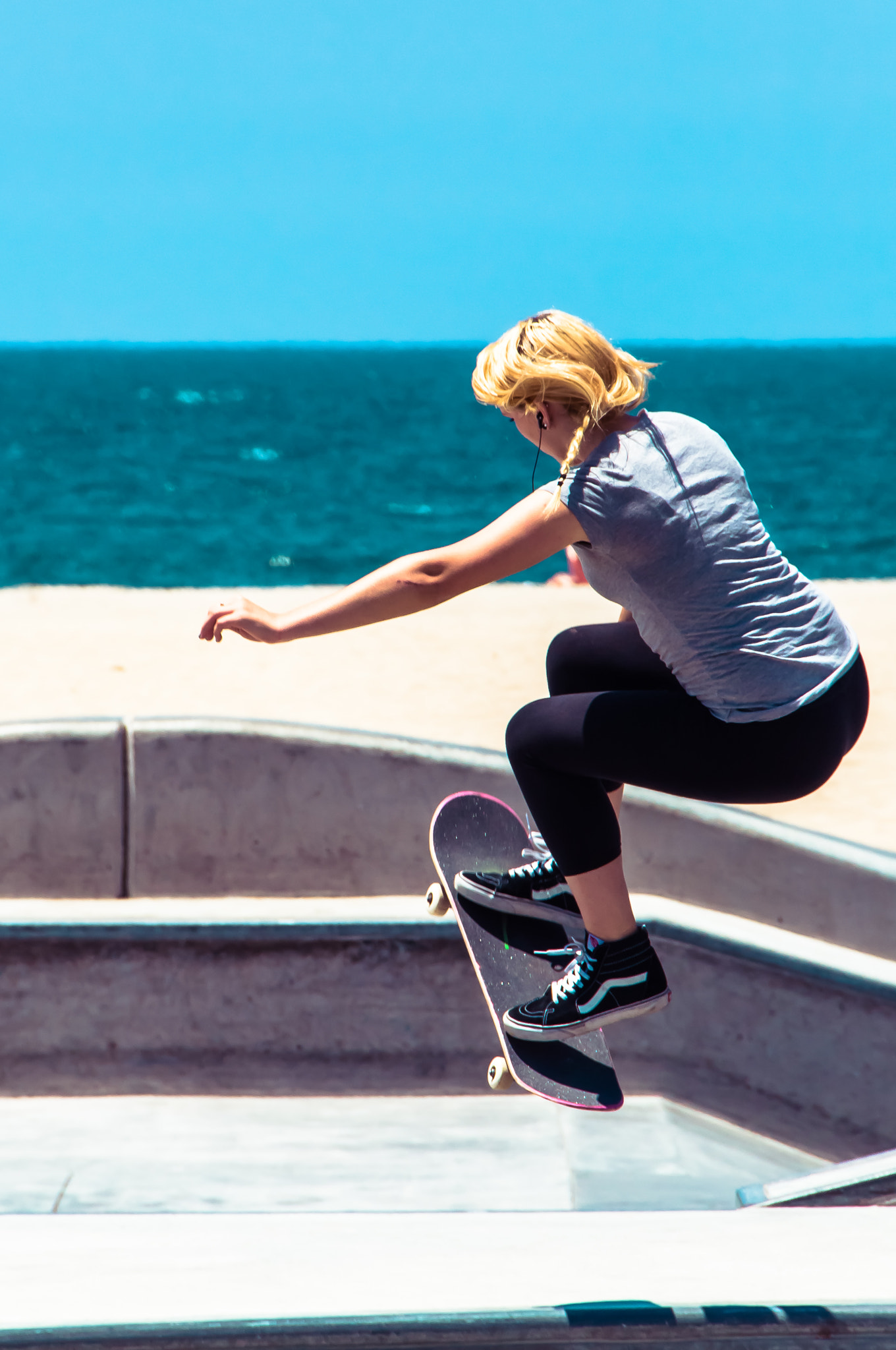
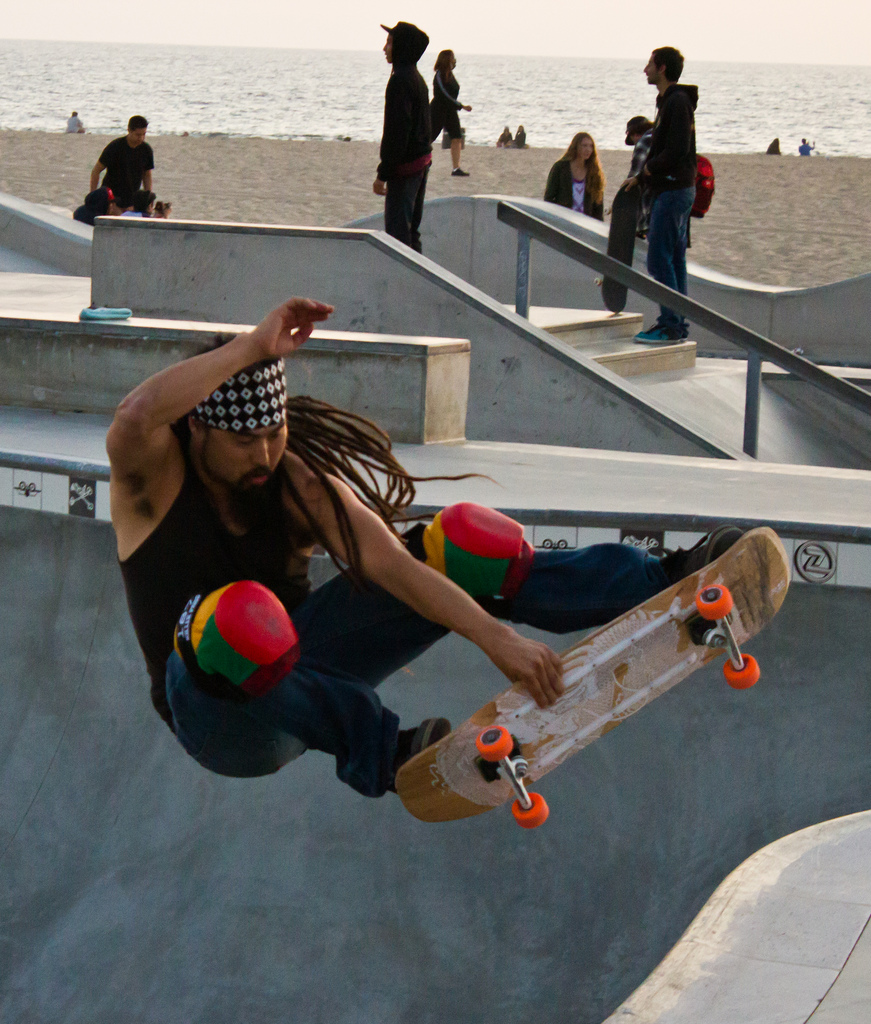
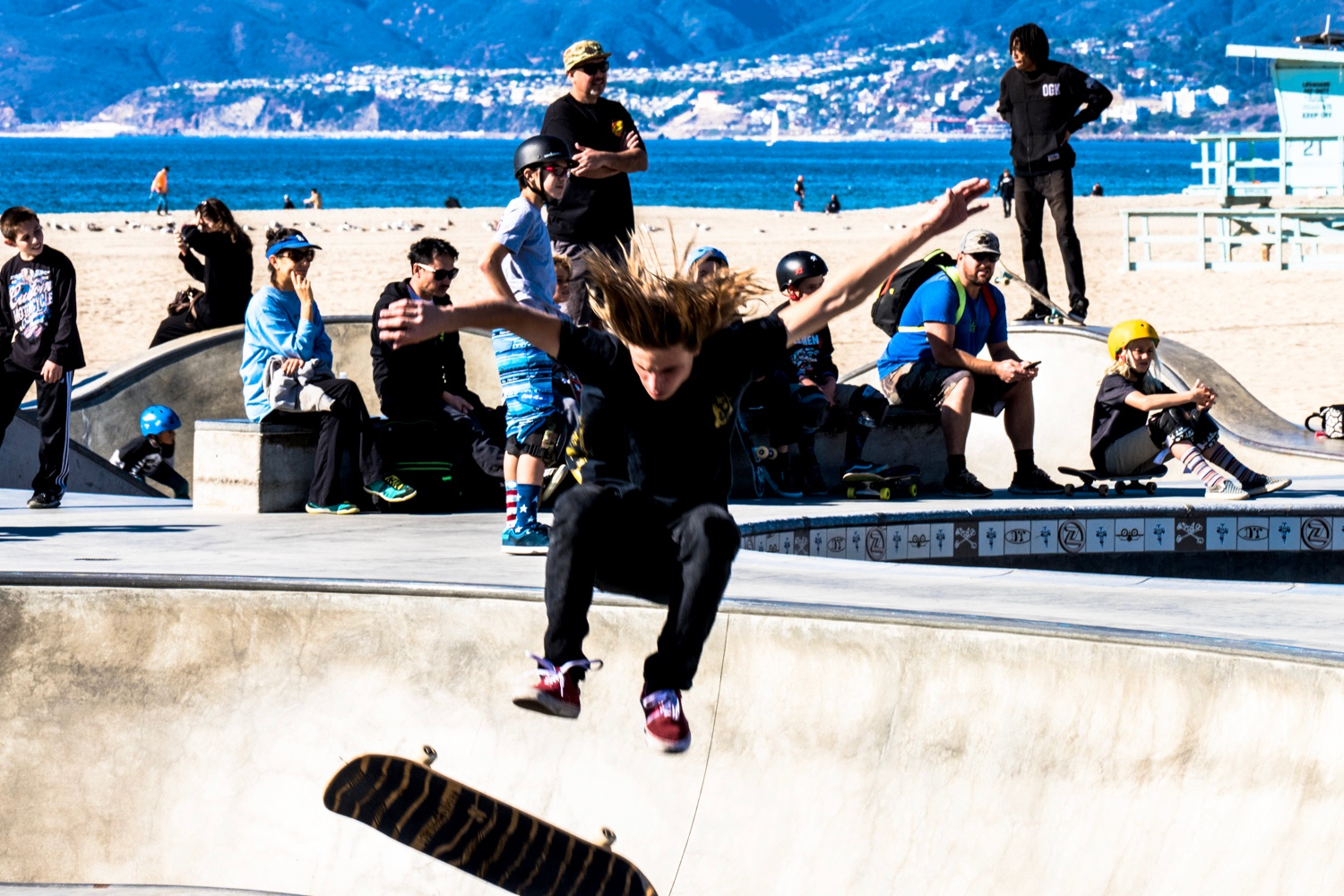
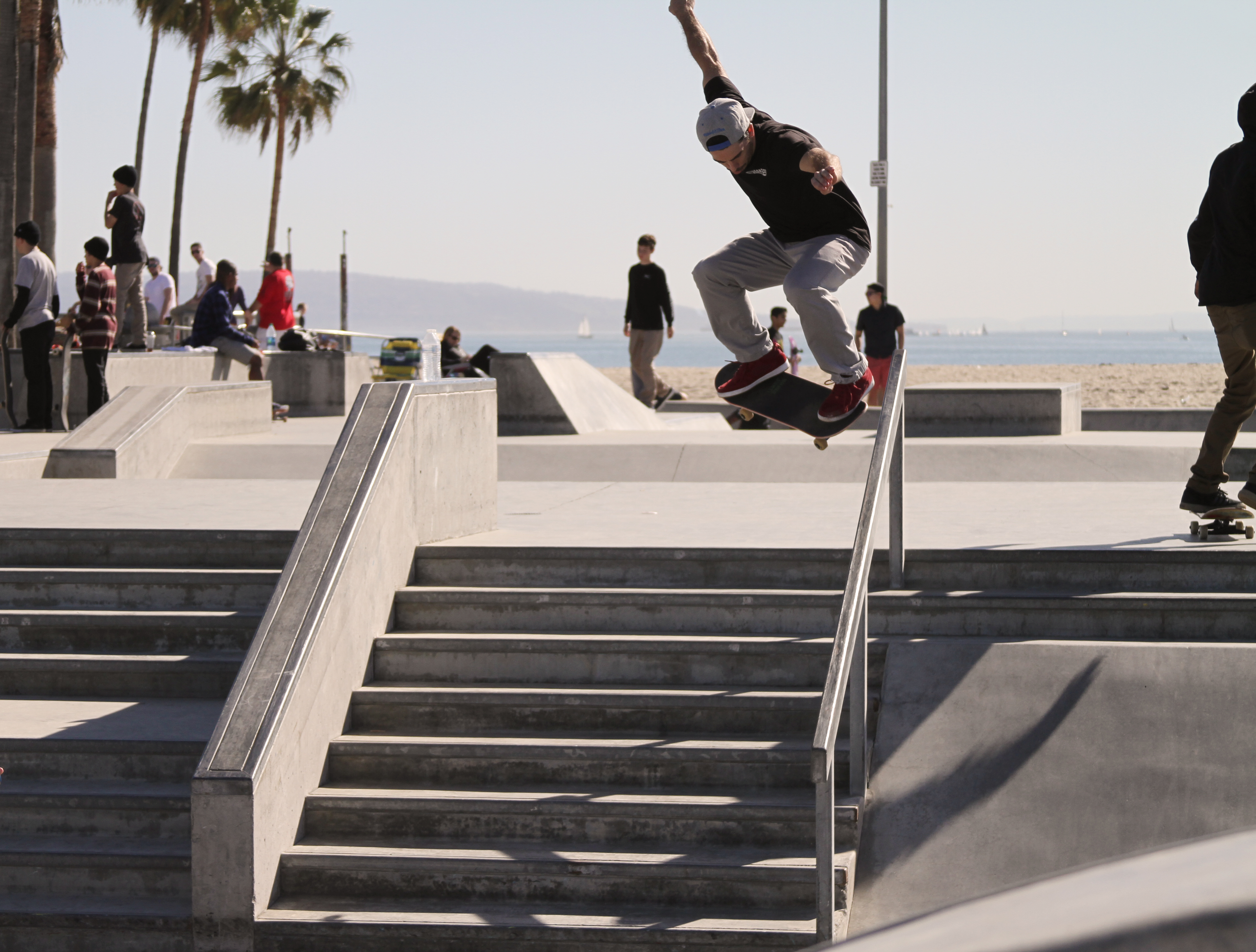
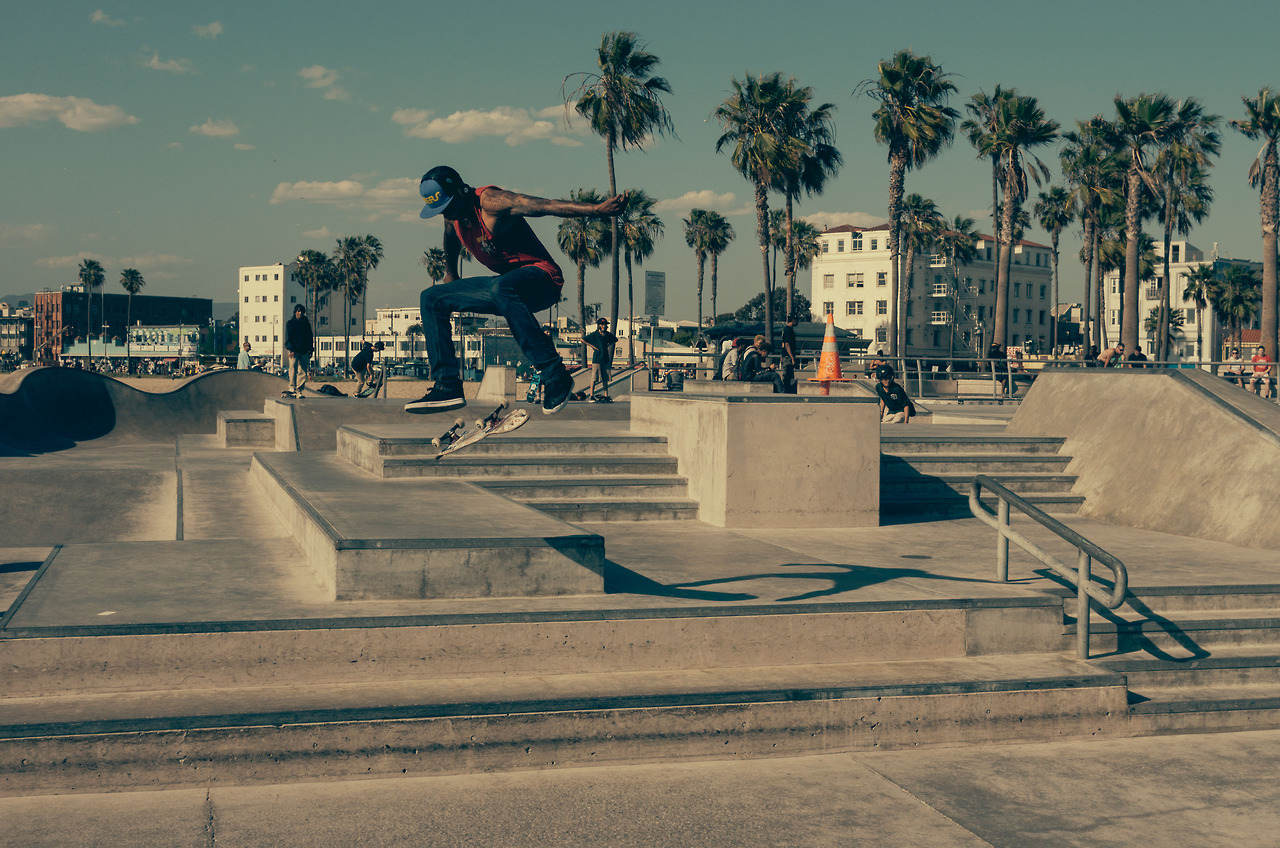
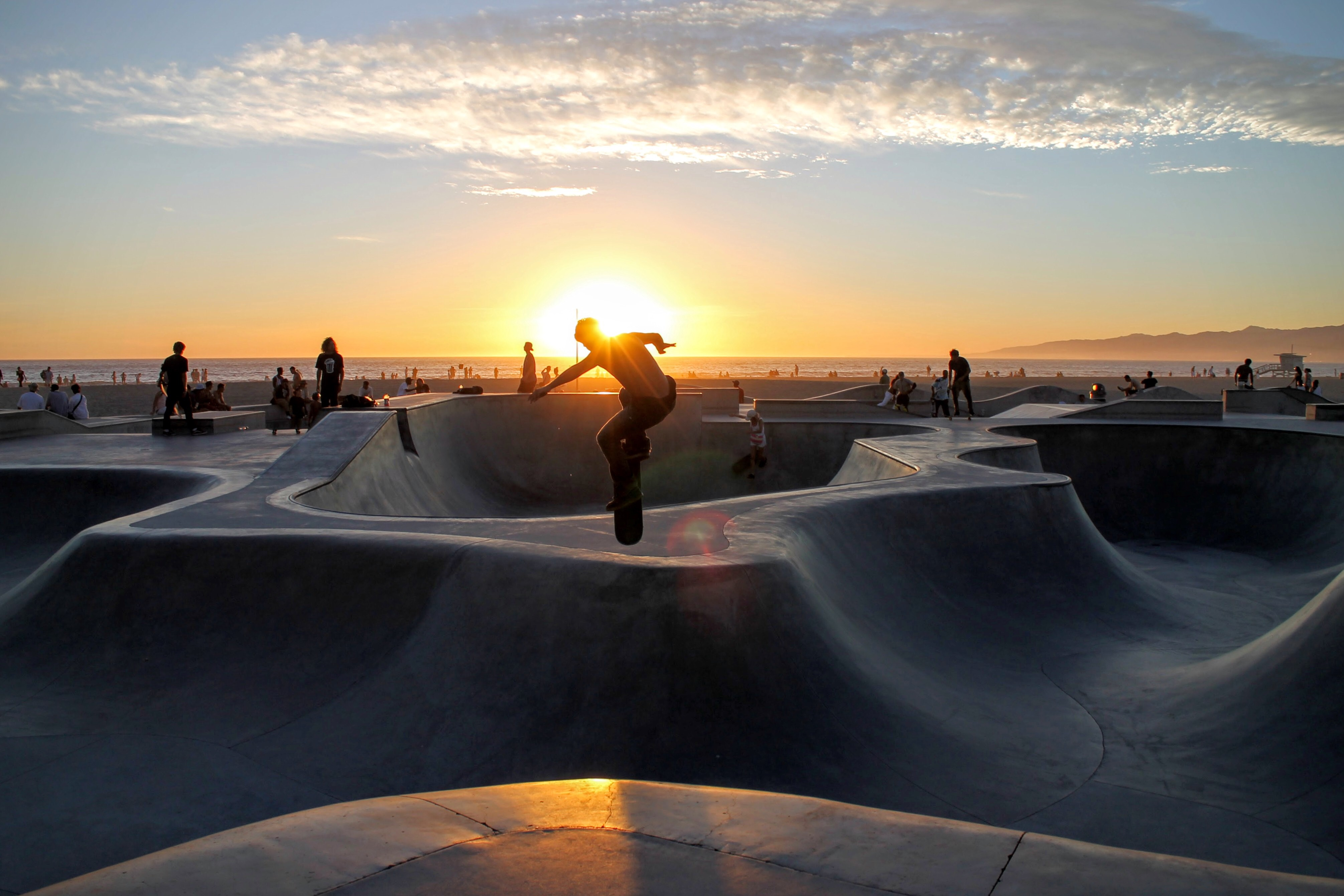